# تلمبه شاهین
تلمبه شاهین یک منطقهٔ مسکونی در ایران است که در دهستان گلستان (سیرجان) واقع شده‌است. تلمبه شاهین ۱۶ نفر جمعیت دارد.